# Sophie Wilde
Sophie Wilde (nascida em 5 de julho de 1997) é uma atriz australiana. Ela é conhecida por seus papéis na série da Stan Eden (2021), na série da BBC Vocês Não Me Conhecem (You Don't Know Me - 2021) e no drama de época da ITV Tom Jones (2023). Seus filmes incluem Fale Comigo (Talk to Me - 2022) e O Portal Secreto (The Portable Door - 2023). Ela foi nomeada estrela em ascensão em 2020 pelo Casting Guild of Australia (CGA).

## Vida pessoal
Wilde nasceu de mãe marfinense, Monannlisa, e pai australiano, Simon. Ela tem um irmão mais novo e cresceu em Enmore, um subúrbio do interior oeste de Sydney.
Quando ela era criança, os avós de Wilde a levavam a "shows de teatro, ópera e musicais aleatórios". Aos cinco anos, ela teve aulas de teatro no Instituto Nacional de Arte Dramática (NIDA) e no Teatro Australiano para Jovens (ATYP). Ela frequentou a Newtown High School of the Performing Arts para o ensino médio e depois retornou ao NIDA, graduando-se em 2019 com bacharelado em Belas Artes em Atuação.
Durante uma viagem ao Himalaia, Wilde, aos dezessete anos, e seu pai temiam estar desaparecidos após o desastre da tempestade de neve no Nepal em 2014. Após ser dado como desaparecido por nove dias, o pai de Wilde contatou sua mãe para dizer que eles estavam bem e que eles teriam viajado para uma área remota do Himalaia quando a avalanche ocorreu.

## Carreira
Em 2021, Wilde fez sua estreia na televisão como Scout na série dramática de Stan, Eden. Wilde disse que foi a "primeira audição em que ela teve a certeza de que era o papel certo". Mais tarde naquele ano, ela estrelou como Kyra ao lado de Samuel Adewunmi na série de quatro partes da BBC You Don't Know Me. Para se preparar para o papel, Wilde praticou seu sotaque inglês observando e ouvindo atrizes britânicas como Michaela Coel.
Wilde fez sua estreia no cinema no filme de terror e suspense Talk to Me, exibido no Festival de Cinema de Adelaide de 2022 e no Festival de Cinema de Sundance de 2023, que estreou nos cinemas brasileiros em 17 de agosto de 2023. Em 2023, Wilde estrelou como Sophie Western no drama de época da ITV, Tom Jones, ao lado de Solly McLeod e Hannah Waddingham, e no filme de fantasia The Portable Door, com Christoph Waltz.
Em agosto de 2022, Wilde foi escalada como a protagonista Mia Polanci na série Netflix Everything Now. Ela tem um próximo papel em outra série da Netflix, Boy Swallows Universe.

## Filmografia

### Filme
| Ano  | Título           | Papel            | Notas           |
| ---- | ---------------- | ---------------- | --------------- |
| 2018 | Bird             |                  | Filme curto     |
| 2022 | Fale Comigo      | Mia              | Papel principal |
| 2023 | O Portal Secreto | Sophie Pettingel |                 |
| 2024 | Babygirl         | Esme             |                 |
| 2026 | Watch Dogs       |                  |                 |

### Televisão
| Ano      | Título                | Papel          | Notas           |
| -------- | --------------------- | -------------- | --------------- |
| 2021     | Éden                  | Scout          | Papel principal |
| 2021     | Vocês Não Me Conhecem | Kyra           | Papel principal |
| 2023     | Tom Jones             | Sophia Western | Minissérie      |
| Em breve | Boy Swallows Universe | Caitlyn Spies  |                 |
| Em breve | Everything Now        | Mia Polanco    |                 |

### Clipes musicais
- "River of Neglect" (2019), Charbel

## Estágio
| Ano  | Título | Papel  | Notas            |
| ---- | ------ | ------ | ---------------- |
| 2020 | Hamlet | Ofélia | Bell Shakespeare |